# Campagne de Démétrios Ier Poliorcète en Chersonèse
Guerres des Diadoques
Après la catastrophe de la bataille d'Ipsos, Démétrios Ier Poliorcète lance une campagne de raids en Chersonèse de Thrace, en 300-299 av. J.-C. Ces raids, dirigés contre Lysimaque, sont une entreprise de dernière chance de l'antigonide pour reconstituer ses forces et temporiser, afin d'éviter l'annihilation complète.
Il dispute Lampsaque à Lysimaque et s'en empare à deux reprises, sans l'occuper, il remporte des affrontements avec ses troupes et parvient à établir un blocus complet de l'Hellespont. Aidé par les dissensions naissantes au sein des Diadoques victorieux d'Ipsos, il quitte la Chersonèse de Thrace pour le Moyen-Orient en 299-298 av. J.-C. et y retrouve son ancien ennemi, Séleucos Ier, à qui il donne sa fille Stratonice en mariage. Sa position très précaire se retrouve renforcée par cette campagne, qui le restaure au sein des puissances diadochiques, et lui permet de reconstituer ses troupes et une partie de son prestige.

## Contexte

Situation géopolitique avant la bataille d'Ipsos

La bataille d'Ipsos est un désastre pour les antigonides ; leur armée, qui trouve sur le champ de bataille les forces coalisées de Séleucos et Lysimaque, est complètement détruite. Démétrios n'est pas étranger à cette défaite : il enfonce les lignes ennemies et s'avance décidément contre Antiochos, le fils de Séleucos, mais cela le coupe de la bataille principale, et il doit assister, impuissant à la destruction complète de la phalange antigonide, et à la mort de son père. Celui-ci, Antigone le Borgne, personnage central des guerres des diadoques, et l'un des prétendants principaux à la succession d'Alexandre, trouve en effet la mort sur le champ de bataille,. La mort d'Antigone achève de compléter la défaite décisive des antigonides et place Démétrios dans une position très compliquée.

## Opérations

### Fuite

Situation géopolitique après la bataille d'Ipsos

Démétrios constate la situation perdue de la bataille, la mort d'Antigone, et fuit le champ de bataille. Il s'agit là d'un choix pragmatique, destiné à conserver les vestiges de la puissance antigonide disponible. Tandis que les Diadoques victorieux se réunissent pour se partager les terres d'Antigone, Démétrios s'élance vers l'Ouest et marche rapidement vers Éphèse,. Plutarque déclare qu'il reste alors à Démétrios moins de dix-mille soldats, une proportion minime des forces antigonides avant la bataille. Manifestement, il s'agit pour Démétrios de s'extraire d'Anatolie le plus rapidement possible ; il retrouve en effet une partie de sa flotte, bien conservée, dans la cité, et cela lui permet de se projeter de nouveau dans le monde hellénistique et égéen, et de rejoindre les deux centres subsistants de son pouvoir, Athènes et Chypre. Bien que ses troupes, dont la loyauté est vacillante, menacent de piller le temple de la cité, Démétrios parvient à les faire embarquer sans problème majeur.
La suite des événements est difficile à établir, mais il semble que Démétrios souhaite se rendre à Athènes, où une partie de sa flotte demeure, mais la cité lui déclare qu'il n'est plus le bienvenu,,. Il récupère sa flotte, et « solidifie » quelque peu sa position, selon Plutarque, sans qu'il ne soit évident de savoir ce dont il s'agit ; sans doute une courte période de temporisation et d'administration des territoires encore sous son contrôle. Pendant cette période, il se rend probablement à Corinthe, pour y recruter des mercenaires, et malgré la division de ses territoires et la perte d'Athènes, parvient à se maintenir à Éphèse, certaines villes de Phénicie, Chypre et des îles de la mer Égée. A Éphèse, particulièrement, il déjoue une tentative de trahison de la part du dirigeant de la garnison, pendant cette période.
Il se lance ensuite vers la Chersonèse de Thrace et commence à y ravager les territoires de Lysimaque,,,.

### Choix stratégiques et campagne
Le fait que Démétrios choisisse d'attaquer Lysimaque et spécifiquement la Chersonèse de Thrace, est un bon choix stratégique de la part de l'Epigone. Il choisit certainement ce Diadoque car il a hérité d'une partie importante des anciens territoires anatoliens des antigonides ; de plus, le fait qu'il s'agisse du Diadoque le plus isolé ; et alors, le plus dangereux pour ses confrères, fait de lui une cible idéale pour l'antigonide,. Démétrios et Lysimaque ont une rivalité personnelle de longue date. Il peut aussi utiliser sa flotte, bien conservée, pour s'assurer le contrôle de l'Hellespont, et menacer ainsi la Thrace, dans le but manifeste d'entraver toute tentative par Lysimaque de s'emparer des terres anatoliennes, en profitant de la division géographique de son territoire, partagé entre Europe et Asie. Cette flotte lui permet sans doute aussi d'accroître sa mobilité, et il semble que Démétrios traverse l'Hellespont avec ses troupes à plusieurs reprises, puisqu'il s'empare au moins deux fois de Lampsaque, sans l'occuper durablement, ce qui montre qu'il paraît peu intéressé par la conquête territoriale, à cet instant. A cette époque, sa flotte est peut-être d'environ 170 navires auxiliaires, lui permettant de déplacer théoriquement plus de 40.000 personnes, un chiffre bien supérieur aux troupes qu'il dirige alors.
Après avoir fait débarquer ses troupes, encore en très grande infériorité numérique, il s'engage dans une campagne de guerre asymétrique, tout en effectuant un blocus complet de l'Hellespont, et il semble que Démétrios soit familiarisé avec cette manière de faire la guerre, puisqu'il est crédité d'une victoire par embuscade en 311 av. J.-C. contre un général de Ptolémée, Cilles. Peu d'éléments sont connus de cette campagne, et son détail est difficile à reconstituer, mais Démétrios paraît engager une série de raids pour ravager le territoire, peut-être fixer Lysimaque dans la région, reconstituer peu à peu ses forces ainsi que leur loyauté et, de manière plus générale, gêner son adversaire le plus possible. Polyen fait référence à un épisode, considéré comme faisant partie de cette campagne, où Lysimaque fait exécuter cinq mille soldats illyriens après une défaite contre Démétrios, ce qui montre que la position du vainqueur d'Ipsos semble mal assurée, au point qu'il craigne une révolte de ses troupes. Il apparaît que davantage que les récompenses financières du pillage, Démétrios recevant tout de même des fonds de ses territoires subsistants, il s'agisse d'une sorte de « fuite en avant » de prestige. Après Ipsos, l'Epigone est en grave quête de légitimité, il doit effacer la marque de la défaite par des éléments héroïques ou victorieux, pour se reconstituer une légitimité aux yeux de ses troupes et sujets, avant de pouvoir entreprendre de nouvelles conquêtes. Certains éléments de la campagne tendent à montrer que Démétrios est plus intéressé par le prestige de victoires que par le gain financier immédiat, bien que celui-ci demeure sans aucun doute une des motivations principales du souverain. Cette campagne est menée en parallèle à une révolte thrace contre Lysimaque, peu renseignée dans les sources, mais qui apporte un éclairage important sur la situation précaire de Lysimaque à cette période. Celui-ci ne reçoit d'ailleurs aucune aide de ses anciens alliés.

### Résultats
Démétrios remplit ses buts de guerre ; il parvient à impacter Lysimaque, à temporiser, en se mettant hors de portée des autres Diadoques, le temps que ceux-ci se divisent. De plus, il parvient à reconstituer ses forces, et à redevenir un acteur important du monde hellénistique, la loyauté de ses troupes est de nouveau assurée, après sa campagne, il dispose toujours de son importante flotte, aucun de ses territoires subsistants n'est perdu. Enfin, il s'impose de nouveau diplomatiquement, puisqu'en 299-298 av. J.-C., Démétrios quitte la Chersonèse pour le Moyen-Orient, afin de participer au mariage de sa fille, Stratonice Ire, avec Séleucos Ier, ancien vainqueur d'Ipsos,. Ce mariage et cette alliance sont un témoignage officiel de sa réhabilitation au sein des puissances diadochiques et sont parallèles aux mariages royaux de Lysimaque et Ptolémée, qui s'allient. Cependant, si la campagne est destinée au départ à être une campagne de conquêtes, ce qui est loin d'être assuré, Démétrios ne parvient pas à conquérir les territoires qu'il cible.
De manière générale, cependant, cette campagne transforme sa situation, d'une position désespérée, il redevient une puissance émergente du monde hellénistique et un acteur important. Elle témoigne aussi de la résilience dont fait preuve Démétrios lors d'un des instants les plus précaires de sa carrière et annonce déjà le caractère infatigable qui caractérise sa campagne de Grèce de 297-287 av. J.-C.